# 酒房乡 (麟游县)
酒房乡是中国陕西省宝鸡市麟游县下辖的一个乡。

## 行政区划
酒房乡下辖以下行政区：
大庄村、麻夫村、闹林村、景家庄村、卞坡村、团庄村、苟安村、花花庙村、菜子山村、万家城村、焦家沟村